# Каринтия (герцогство)
Ге́рцогство Кари́нтия  (нем. Kärnten, словен. Koroška, лат. Carantania, Carantanum) — одно из территориальных княжеств Священной Римской империи и коронная земля Австро-Венгрии. Являлось одним из территориальных княжеств Священной Римской империи в 976—1806 годах. Его предшественниками были славянское княжество Карантания (VII—IX вв.) и Карантанская марка в составе империи Каролингов (IX—X вв.). Герцогство Каринтия сохраняло независимость до 1269 года, после чего перешло под управление сначала королей Чехии, а затем графов Тироля. В 1335 году Каринтия была присоединена к австрийским владениям Габсбургов и позднее составляла одну из коронных земель Австрийской монархии. В 1918 году на основе герцогства Каринтия была образована федеральная земля Каринтия в составе Австрийской республики.

## Античность
В древности территория Каринтии входила в состав кельтского королевства Норик с центром в Норее (у современного Клагенфурта). Учёные 19 века пытались вывести название «Каринтия» из кельтских языков, и возводили его либо к кельтскому carant — друг, родственник, либо к кельтско-иллирийскому karn — камень, скала. В римский период в Каринтии обитало племя карнов, которых часть историков относит к галлам,, часть — к адриатическим венетам, чей язык находился в отдалённом родстве с италийскими и кельтскими.. По этому племени область вероятно и получила название Каринтии.
В 16 году до н. э. эти земли вошли в состав Римской империи, а в 40 году здесь была сформирована провинция Норик. Административным центром провинции стал город Вирун (Клагенфурт). При императоре Диоклетиане (284—305 годы) провинция была разделена на Приморский и Внутренний Норик, границей между которыми стала река Драва в Каринтии.
В V веке на Норик обрушились племена германцев. В 406 году вестготы Алариха перешли Карнские Альпы, но были отбиты римским полководцем Стилихоном.

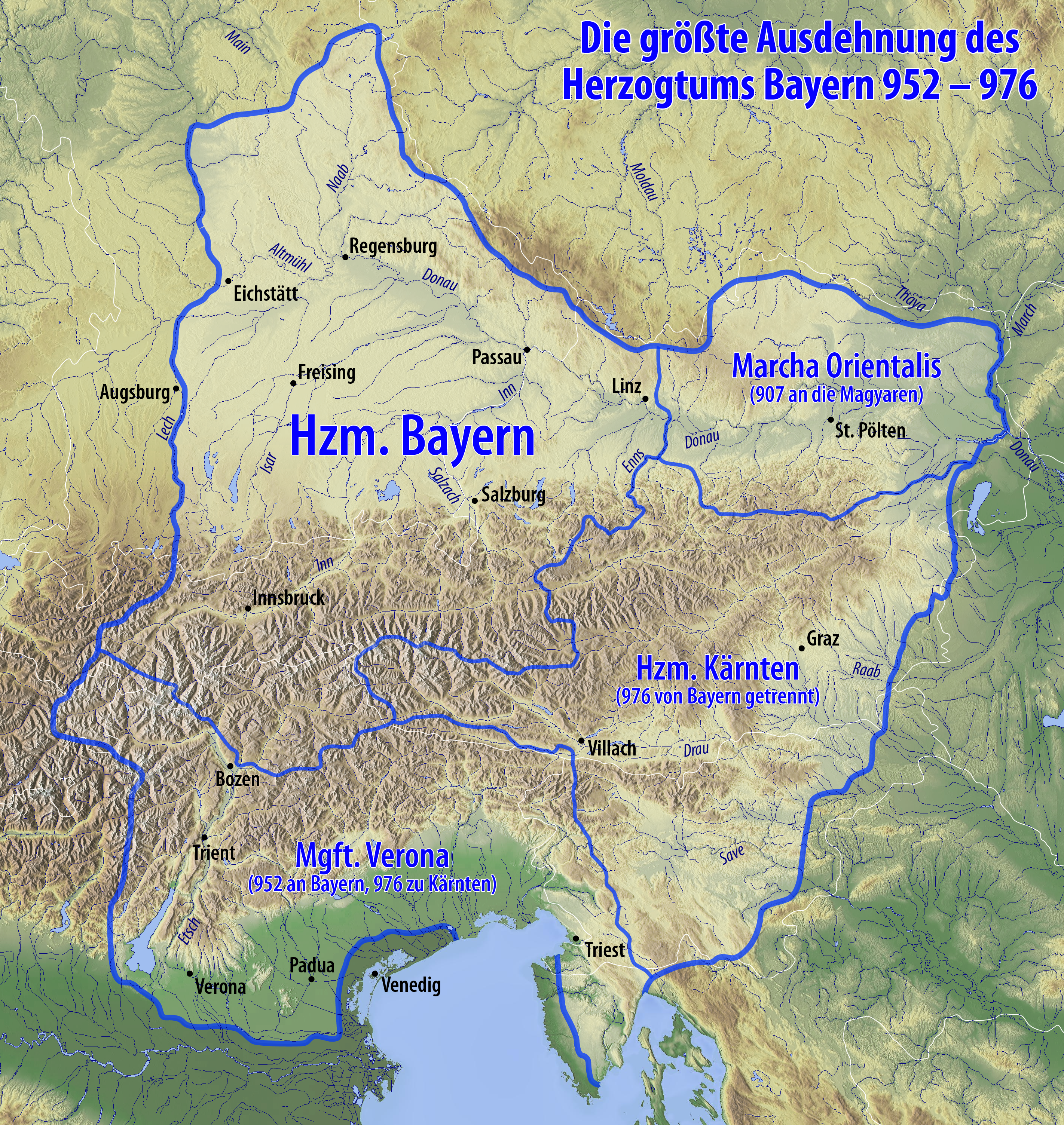
Границы герцогства Карантания в 976 г.

После падения в 476 году Римской империи Каринтия вошла в состав государства Одоакра, а затем — королевства остготов. С середины VI века в этот регион с востока начали переселяться славяне, которые быстро вытеснили местное романизированное население. Славяне в это время входили в состав Аварского каганата, ядро которого располагалось на территории современной Венгрии. К концу VI века авары и славяне подчинили земли верхнего течения Дравы, что означало начало многовековой борьбы с Баварией, также претендующей на территорию Каринтии. В 623 году славянское население Аварского каганата подняло восстание Само и образовало собственное независимое государство на территории Моравии, Нижней Австрии, Штирии и Каринтии.

## Средние века

### Княжество Карантания

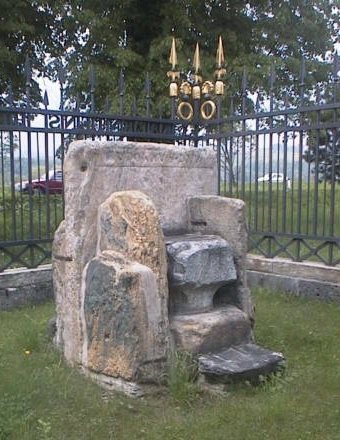
Трон для коронации князя Карантании, Цолльфельд

Государство Само представляло собой по сути союз славянских племён. Уже в 630-х годах в его составе сформировалось княжество Карантания, которое после смерти Само в 658 году получило независимость. Территория Карантании охватывала современные Каринтию, Штирию и восточную Словению. Это было славянское государство с собственной династией и особым порядком избрания князя. Столица располагалась в городе Крнски град (Карнбург) в Каринтии.
В 745 году в обмен на баварскую поддержку против аваров, карантанский князь Борут признал сюзеренитет Баварии. С этого времени началась интенсивная христианизация славянского населения Карантании под руководством Зальцбургского архиепископа. В 788 году Бавария была завоёвана войсками Карла Великого и Карантания также вошла в состав империи Каролингов.
Под властью франков княжество сохраняло достаточно широкую автономию, номинально подчиняясь маркграфам Фриули, однако после славянского восстания Людевита Посавского в 819—820 годах власть славянских князей была ликвидирована. Карантания была разделена на несколько марок во главе с немецкими графами. Это послужило толчком к массовой раздаче земель немецким феодалам и церкви.
В 870-х годах карантанские марки были объединены Арнульфом Каринтийским, позднее (в 896 году) ставшим императором. Но уже в 895 году Каринтия вновь была возвращена Баварии.

### Образование герцогства Каринтия

Великая Карантания в конце X века

В 976 году, после восстания баварского герцога Генриха II Строптивого, император Оттон II отделил от Баварии восточные марки и создал из них единое государство — герцогство Великая Карантания во главе с герцогом Генрихом I Младшим (976—978, 985—989) из дома Луитпольдингов. В состав нового государства вошли территории Каринтии, Штирии, Словении, Фриули, Истрии и Вероны. Ядром герцогства стала Каринтия. Однако это государство отличалось крайней непрочностью: вся его территория была разделена на несколько марок, во главе каждой из которых находилась собственная династия, в то время как герцоги Карантании (или Каринтии, как их стали называть в это время) часто сменялись императорами, а иногда вообще не назначались. На этот период приходится новая волна немецких колонистов, в результате чего славянское население было полностью вытеснено из северной Каринтии. Одновременно усилилась власть католического духовенства, в Каринтии были основаны епископства Гурк и Лавант, приобретшие значительные земельные владения в герцогстве.

100 шиллингов 1976 года — австрийская памятная монета, выпущенная в честь 1000-летия герцогства Каринтия

На период правления династии Эппенштейнов (1073—1122) приходится пик ослабления государственной власти в Каринтии. В этот период Штирийская, Крайнская и Истрийская марки полностью отделились от герцогства, сохранившего только территорию примерно соответствующую современной федеральной земле Каринтия. Однако, после прихода к власти в Каринтии в 1122 году дома Спанхейм, герцогство, несмотря на уменьшение его территории, начало укрепляться. Воспользовавшись политическим вакуумом в Крайне, герцоги Каринтии подчинили значительные земли в этом маркграфстве. При Германе Спанхейме (1161—1181) Клагенфурт стал крупным городом и фактической столицей государства. Герцогам удалось также вывести епископство Гурк из подчинения Зальцбургу, что сильно укрепило авторитет каринтийских монархов. В середине XIII века герцоги Каринтии, опираясь на прочный союз с Чехией, развернули борьбу с Австрией за власть над Крайной. Эта борьба завершилась присоединением Крайны к Каринтии в 1248 году Однако в 1268 году скончался последний представитель династии Спанхеймов Ульрих III, который завещал свои владения чешскому королю Пржемыслу Оттокару II.

### Установление власти Габсбургов

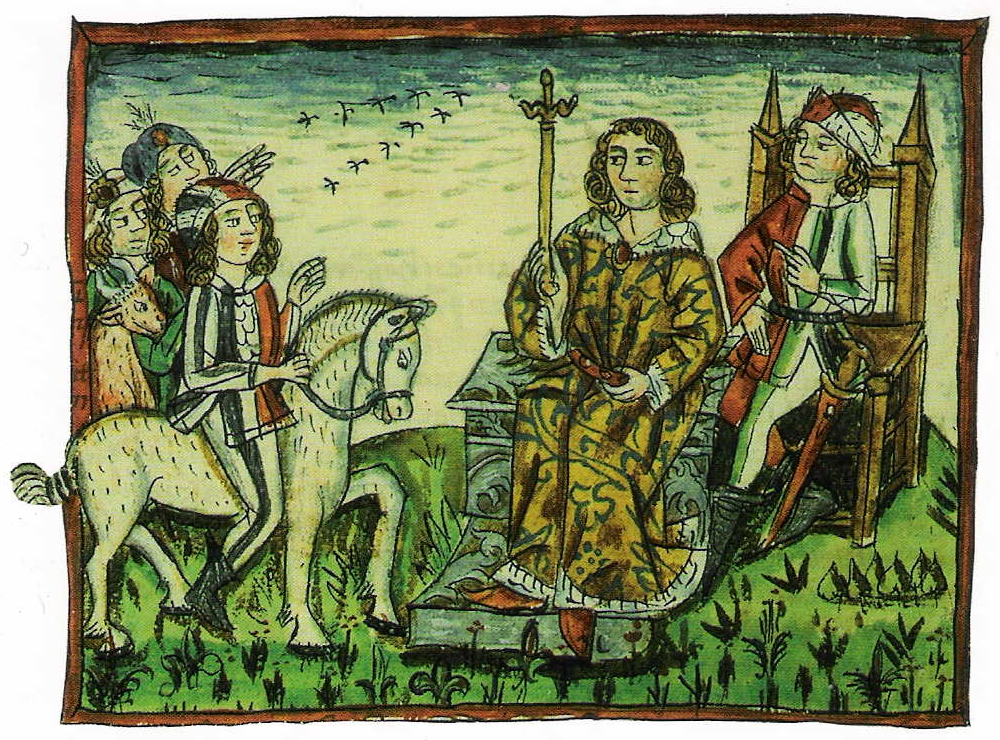
Коронация герцога Каринтии. Иллюстрация XIV в.

В 1269 году Каринтия перешла во владение короля Чехии. Однако его конфликт с императором Рудольфом I завершился поражением Пржемысла Оттокара II в 1276 году и разделом его земель. Каринтия была передана графам Тирольским, союзникам императора. Тирольская династия в герцогстве прекратилась в 1335 году и по соглашению с Баварией Каринтия была передана Габсбургам. Таким образом область вошла в состав австрийских владений и оставалась под властью габсбургского дома до 1918 года.
Во второй половине XIV века наследственные земли Габсбургов неоднократно делились между различными ветвями этой династии. Каринтия по разделам 1396 и 1411 годов была закреплена за штирийской линией. Лишь в 1457 году герцогство было вновь включено в состав единого австрийского государства, а каринтийский герцог Фридрих III в 1452 году стал императором Священной Римской империи.

### Турецкие вторжения и Крестьянский союз
В конце XV века Каринтия была разорена длительными войнами с Венгрией, а затем начались турецкие набеги на графство. Это катастрофическим образом сказалось на экономике Каринтии: резко уменьшилась численность населения, были заброшены многие населённые пункты, особенно в восточных областях, пострадало сельское хозяйство и горные промыслы. Неспособность Габсбургов оказать реальное сопротивление туркам привела к возникновению в Каринтии крестьянского движения, известного под названием Виндского союза, которое организовало отпор туркам и в 1514—1515 годах. Движение, однако, вскоре было подавлено Габсбургами. Борьба с турками вызвала к жизни особый стиль крепостных сооружений Каринтии, ярким примером которого стал замок Гохостервитц. В 1500 году в состав габсбургских владений вошло графство Горицкое, последнее независимое светское владение, имеющее лены на территории Каринтии.

## Новое время

### Реформация и Контрреформация

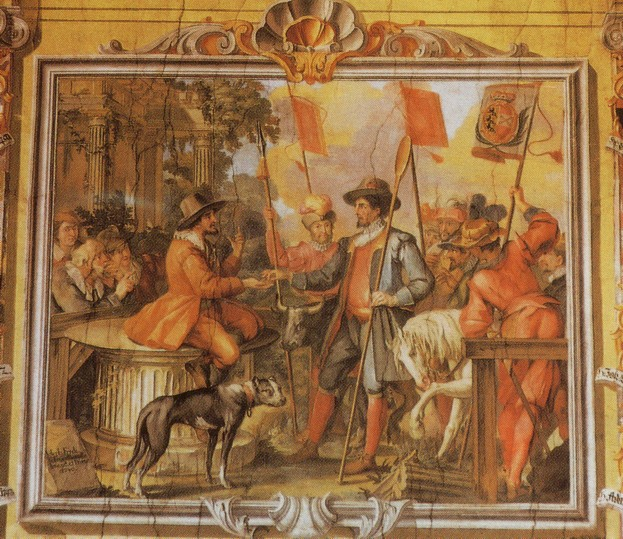
Герцог Каринтии восседает на священном княжеском камне.

С начала XVI века в Каринтию начало проникать протестантство. Центром Реформации стал Филлах. В соответствии с Аугсбургским религиозным миром 1555 году протестанты получили возможность свободного исповедания своей религии. Из протестантских течений в Каринтии наибольшее распространение получил кальвинизм. В 1578 году герцог Внутренней Австрии Карл II утвердил закон о свободе вероисповедания в Каринтии и Крайне. Однако с приходом к власти сына Карла II эрцгерцога Фердинанда в конце XVI века в страну проникли иезуиты, которые возглавили борьбу с Реформацией. Фердинанд в 1619 году стал правителем Австрии и императором Священной Римской империи. Это дало новый толчок контрреформации в Каринтии. В 1628 году страну были вынуждены покинуть дворяне-протестанты. В XVIII веке остатки протестантов Каринтии переселились в Трансильванию и Банат.

### Просвещённый абсолютизм и Наполеоновские войны
Во второй половине XVIII века в Каринтии, как и в других владениях Габсбургов, развернулись реформы просвещённого абсолютизма. Урбариальные патенты Марии Терезии 1771—1778 годах зафиксировали феодальные повинности крестьян, сократили барщину, установили минимум крестьянского надела и подтвердили право свободы перехода, разрешено также было выкупать наследственные права на землю. В 1775 году были ликвидированы внутренние таможни между различными землями в составе империи Габсбургов. В 1779 году создана система государственного школьного образования. В 1781 году провозглашена свобода вероисповедания христианских конфессий. При Иосифе II были ограничены права провинциальных ландтагов, а все территории империи объединены в 13 провинций. Каринтия вошла в одну из таким провинций вместе с Штирией и Крайной, что означало ликвидацию самоуправления герцогства. Лишь в 1790 году было восстановлено старое административное деление и Каринтия вновь обрела статус отдельной коронной земли. В 1787 году князь-епископ Гурка переехал в Клагенфурт и было образовано новая епархия, включающая в себя всю территории Каринтии — епископство Клагенфурт—Гурк.
В 1797 году территория Каринтии стала ареной боевых действий между наступающей армией Наполеона и войсками австрийской империи. В 1805 году Штирия вновь была оккупирована французскими войсками, а по условиям Шёнбруннского мира 1809 году большая часть Каринтии была передана новому образованию, находящемуся под управлением Франции — Иллирийским провинциям. Во время французского владычества в Каринтии были проведены широкие буржуазные реформы, осуществлена эмансипация евреев, поощрялось употребление словенского языка. В составе Иллирийских провинций Каринтия оставалась до 1813 года, когда была вновь завоёвана Австрией.

## Каринтия в XIX — начале XX века

Австро-Венгрия в начале XX века. Каринтия обозначена цифрой 3.

С 1849 года Каринтия составляла отдельную коронную землю.